# Henschel DH 1100…1500 BB
| Henschel DH 1100…1500 BB                 | Henschel DH 1100…1500 BB                                            | Henschel DH 1100…1500 BB                                            | Henschel DH 1100…1500 BB                                            | Henschel DH 1100…1500 BB                                            | Henschel DH 1100…1500 BB                                            |
| ---------------------------------------- | ------------------------------------------------------------------- | ------------------------------------------------------------------- | ------------------------------------------------------------------- | ------------------------------------------------------------------- | ------------------------------------------------------------------- |
| Henschel DH 1100 BB bei der Rhodopenbahn |                                                                     |                                                                     |                                                                     |                                                                     |                                                                     |
| Bahngesellschaft:                        | RSR                                                                 | SM                                                                  | CFT                                                                 | BDŽ                                                                 | SRC                                                                 |
| Henschel-Werkstyp:                       | DH 1200 BB                                                          | DH 1200 BB                                                          | DH 1100 BB                                                          | DH 1100 BB                                                          | DH 1500 BB                                                          |
| Nummerierung:                            | 3001–3027                                                           | 1001–1005                                                           | 1101–1102                                                           | 75-01–10                                                            |                                                                     |
| Fabriksnummer:                           | 30884–30903, 30915–30921                                            | 30904–30906, 31003–31004                                            | 30907–30908                                                         | 31133–31142                                                         |                                                                     |
| Anzahl:                                  | 27                                                                  | 5                                                                   | 2                                                                   | 10                                                                  | 1                                                                   |
| Hersteller:                              | Henschel                                                            | Henschel                                                            | Henschel                                                            | Henschel                                                            | Henschel                                                            |
| Baujahre:                                | 1963, 1964                                                          | 1964, 1966                                                          | 1963                                                                | 1965–1966                                                           | 1966                                                                |
| Achsformel:                              | B’B’                                                                | B’B’                                                                | B’B’                                                                | B’B’                                                                | B’B’                                                                |
| Spurweite:                               | 1000 mm                                                             | 1000 mm                                                             | 1000 mm                                                             | 760 mm                                                              | 1067 mm                                                             |
| Länge über Kupplung:                     | 12.960 mm                                                           | 13.240 mm                                                           | 13.480 mm                                                           | 13.040 mm                                                           |                                                                     |
| Länge (Rahmen):                          | 12.000 mm                                                           | 12.200 mm                                                           | 12.000 mm                                                           | 12.000 mm                                                           | 12.200 mm                                                           |
| Höhe:                                    | 03.800 mm                                                           | 03.900 mm                                                           | 03.770 mm                                                           | 03.520 mm                                                           |                                                                     |
| Breite:                                  | 02.800 mm                                                           | 02.920 mm                                                           | 02.800 mm                                                           | 02.470 mm                                                           |                                                                     |
| Drehzapfenabstand:                       | 06.500 mm                                                           | 06.700 mm                                                           | 06.500 mm                                                           | 06.500 mm                                                           | 06.700 mm                                                           |
| Drehgestellachsstand:                    | 2.200 mm                                                            | 2.200 mm                                                            | 2.200 mm                                                            | 01.900 mm                                                           | 02.200 mm                                                           |
| Gesamtradstand:                          | 08.700 mm                                                           | 08.900 mm                                                           | 08.700 mm                                                           | 08.400 mm                                                           | 08.900 mm                                                           |
| Kleinster befahrbarer Halbmesser:        | 120 m                                                               | 80 m                                                                | 70 m                                                                | 40 m                                                                |                                                                     |
| Leermasse:                               | 46,5 t                                                              | 52,0 t                                                              | 46,5 t                                                              | 44,5 t                                                              |                                                                     |
| Dienstmasse:                             | 52,0 t                                                              | 56,0 t                                                              | 50,0 t                                                              | 48,0 t                                                              |                                                                     |
| Radsatzfahrmasse:                        | 13,0 t                                                              | 14,0 t                                                              | 12,5 t                                                              | 12,0 t                                                              |                                                                     |
| Höchstgeschwindigkeit:                   | 90 km/h                                                             | 60 km/h                                                             | 70 km/h                                                             | 70 km/h                                                             |                                                                     |
| Installierte Leistung:                   | 1200 PS (≙ 882 kW)                                                  | 1200 PS (≙ 882 kW)                                                  | 1100 PS (≙ 809 kW)                                                  | 1100 PS (≙ 809 kW)                                                  | 1500 PS (≙ 1103 kW)                                                 |
| Anfahrzugkraft:                          | 169 kN                                                              | 181 kN                                                              | 162 kN                                                              | 147 kN                                                              |                                                                     |
| Bremskraft:                              | –                                                                   | 110 kN                                                              | –                                                                   | –                                                                   |                                                                     |
| Leistungskennziffer:                     | 17,0 kW/t                                                           | 15,8 kW/t                                                           | 16,2 kW/t                                                           | 16,9 kW/t                                                           |                                                                     |
| Raddurchmesser:                          | 914 mm                                                              | 950 mm                                                              | 950 mm                                                              | 900 mm                                                              |                                                                     |
| Motorentyp:                              | Maybach Mb 820 Db                                                   | Maybach Mb 820 Db                                                   | Maybach Mb 820 Bb                                                   | Maybach Mb 820 Bb                                                   |                                                                     |
| Motorbauart:                             | 12-Zylinder-4 Takt-V-Dieselmotor, wassergekühlt mit Abgasturbolader | 12-Zylinder-4 Takt-V-Dieselmotor, wassergekühlt mit Abgasturbolader | 12-Zylinder-4 Takt-V-Dieselmotor, wassergekühlt mit Abgasturbolader | 12-Zylinder-4 Takt-V-Dieselmotor, wassergekühlt mit Abgasturbolader | 12-Zylinder-4 Takt-V-Dieselmotor, wassergekühlt mit Abgasturbolader |
| Ladeluftkühlung:                         | mit                                                                 | mit                                                                 | ohne                                                                | ohne                                                                |                                                                     |
| Nenndrehzahl:                            | 1.500 min−1                                                         | 1.500 min−1                                                         | 1.500 min−1                                                         | 1.500 min−1                                                         | 1.500 min−1                                                         |
| Leistungsübertragung:                    | hydrodynamisch                                                      | hydrodynamisch                                                      | hydrodynamisch                                                      | hydrodynamisch                                                      | hydrodynamisch                                                      |
| Getriebe:                                | Voith L 306 r                                                       | Voith L 630 rU2                                                     | Voith L 306 r                                                       | Voith L 306 r                                                       |                                                                     |
| Antrieb:                                 | mit Kardanwellen auf 4 Kegelrad-Radsatzgetriebe Henschel ATV 18     | mit Kardanwellen auf 4 Kegelrad-Radsatzgetriebe Henschel ATV 18     | mit Kardanwellen auf 4 Kegelrad-Radsatzgetriebe Henschel ATV 18     | mit Kardanwellen auf 4 Kegelrad-Radsatzgetriebe Henschel ATV 18     | mit Kardanwellen auf 4 Kegelrad-Radsatzgetriebe Henschel ATV 18     |
| Brennstoff:                              | Diesel                                                              | Diesel                                                              | Diesel                                                              | Diesel                                                              | Diesel                                                              |
| Tankinhalt:                              | 3.500 l                                                             | 2.000 l                                                             | 2.000 l                                                             | 1.800 l                                                             |                                                                     |
| Lokbremse:                               | Druckluftbremse                                                     | Druckluftbremse                                                     | Druckluftbremse                                                     | Druckluftbremse                                                     | Druckluftbremse                                                     |
| Zugbremse:                               | Vakuumbremse                                                        | Druckluftbremse                                                     | Vakuumbremse                                                        | Druckluftbremse                                                     |                                                                     |
| Beharrungsbremse:                        | –                                                                   | hydrodynamisch                                                      | –                                                                   | –                                                                   |                                                                     |
| Zugheizung:                              | –                                                                   | –                                                                   | –                                                                   | Dampfheizung                                                        |                                                                     |
| Kupplungstyp:                            | Janney-Kupplung                                                     | Balancier-hebelkupplung                                             | Janney-Kupplung                                                     | Bosna-Kupplung                                                      |                                                                     |

Henschel DH 1100…1500 BB ist die Bezeichnung für eine Typenreihe vierachsiger dieselhydraulischer Lokomotiven, die in den 1960er Jahren von Henschel für Spurweiten von 760 mm bis 1067 mm entwickelt und gebaut wurden. Diese Lokomotiven hatten je nach Anforderung eine Nennleistung von 1.100, 1.200 oder 1.500 PS und eine Höchstgeschwindigkeit von 60 km/h bis 90 km/h.

## Technische Beschreibung
Die Lokomotive ist eine Kastenlokomotive mit zwei Endführerständen. Auf dem Rahmen, bestehend aus verschweißten Blechprofilen mit 5 bis 8 mm Stärke, ist der mittragende Lokkasten angeschweißt. Im Bereich zwischen den Drehzapfen dient der Hohlkastenrahmen gleichzeitig als Kraftstofftank, im Kopfbereich sind teilweise Ballastgewichte untergebracht. Der gesamte Aufbau stützt sich über Schraubenfedern und Schwingungsdämpfer auf die beiden angetriebenen Drehgestelle, die über Drehzapfen die Antriebs- und Bremskräfte auf den Rahmen übertragen.
Zwischen den Führerständen, die jeweils einen Bedienstand auf der rechten Seite aufweisen, ist der Maschinenraum angeordnet. Dieser ist mit einer Zwischenwand in den schallgedämmten Motorraum hinter dem Führerstand 1 und dem Kühlerraum hinter dem Führerstand 2 eingeteilt. Im Kühlerraum befindet sich mittig im Rahmen gelagert das hydrodynamische Getriebe samt Getriebeöl-Wärmetauscher, daneben auch sämtliche Nebenaggregate wie Kompressor mit Druckbehälter, Vakuumpumpe, Lichtmaschine und die beiden Ölbadluftfilter für den Dieselmotor. Darüber befindet sich die Kühleranlage mit zwei Lüftern zu 50 und 30 PS Maximalleistung, die die seitlich über Lüftergitter (Thailand, Togo) bzw. geregelte Lüfterjalousien (Spanien, Bulgarien) angesaugte Luft nach der Wärmeübertragung nach oben über Dach ausbläst. Im Fahrzeugdach sind außerdem Klappen vorhandenen, über die die Großaggregate der Maschinenanlage herausgehoben werden können.
Angetrieben werden die Lokomotiven von einem Zwölfzylinder-Viertakt-Dieselmotor von Maybach-Motorenbau mit der Bezeichnung MB 820 Db und 1.200 PS Nennleistung oder dem MB 820 Bb mit 1.100 PS bei 1.500 min−1. Diese wassergekühlten Motore sind mit Turboaufladung und der Typ MB 820 Db auch mit Ladeluftkühlung ausgestattet.
Das Drehmoment wird über eine kurze Gelenkwelle auf das Drei-Wandler-Strömungsgetriebe L 306 r von Voith weitergegeben. Das Getriebe L 630 rU2 der spanischen Loks enthält ebenfalls drei hydraulische Wandler, ist jedoch zusätzlich mit einer hydraulischen Bremse ausgestattet. Vom unten mittig liegenden Abtrieb werden beidseitig über Gelenkwellen die Radsätze beider Drehgestelle in einem durchgehenden Strang angetrieben. Die vier Radsätze sind samt Achsgetriebe identisch aufgebaut und wiegen jeweils ca. 2,2 Tonnen. Auf den Radsatzwellen ist ein schrägverzahntes Stirnrad befestigt und wird über ein weiteres Zahnrad angetrieben. Die Drehmomentübertragung von den Gelenkwellen zum Stirnradgetriebe findet über ein separates Kegelradgetriebe statt.
Die Lokomotiven verfügen über eine direkte Druckluftbremse, die proportional zur Zugbremse gesteuert wird. Diese ist je nach Anforderung als Druckluft- oder Vakuumbremse ausgeführt. Sämtliche Lokomotiven besitzen eine Totmanneinrichtung, für Thailand waren sie auch mit einer Vielfachsteuerung für zwei Lokomotiven und einer Schleuderschutzeinrichtung ausgerüstet.

### Erprobung
Sämtliche Lokomotiven wurden im Werksgelände mittels einer Bremslokomotive erprobt, für weitere ausgiebige Probefahrten erhielt eine der ersten Lokomotiven für Thailand normalspurige Drehgestelle und eine entsprechende Zug- und Stoßeinrichtung. Diese Fahrten fanden auf der Strecke Kassel–Warburg statt und es wurden Leer- und Lastfahrten mit bis zu 1.100 Tonnen (samt Angstlokomotive der Baureihe 44) durchgeführt. Nur in der größten Steigung von 11 ‰ musste die Dampflokomotive fallweise mithelfen, außerdem war sie für die Bremsung des Zuges zuständig. Auch eine der für Spanien vorgesehenen Lokomotiven wurde auf diese Art erprobt, inklusive Test der hydrodynamischen Bremse.
Nach der Auslieferung fanden in Thailand weitere Probefahrten statt, unter anderem wurden dabei folgende Züge befördert:
- Ein Reisezug mit 450 Tonnen bei 80 km/h in der Ebene
- Ein Güterzug mit 1.200 Tonnen bei 50 km/h in der Ebene
- Ein Güterzug mit 400 Tonnen auf einer Steigung von 25 ‰, auf 22 ‰ wurden dabei noch 20 km/h erreicht

Diese Fahrten verliefen zufriedenstellend und die Wasser- und Öltemperaturen blieben in den vorgesehenen Grenzen, trotz der hohen Außentemperaturen und langen Steigungsstrecken.

## Geschichte

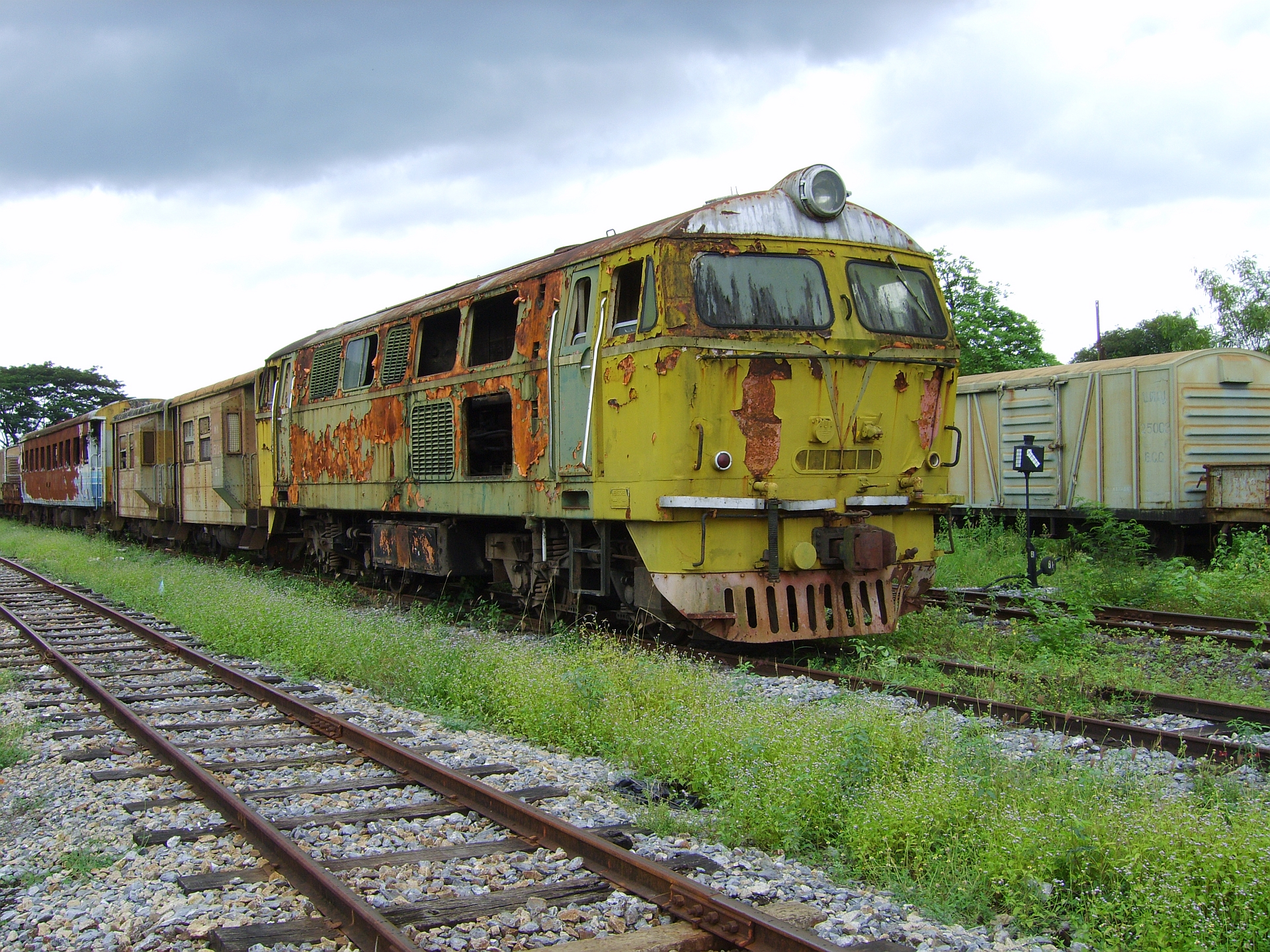
SRT 3020 abgestellt in Thung Song

### Thailand
1963 wurden zuerst 20 und 1964 weitere sieben Lokomotiven für die Royal State Railways of Thailand (RSR) produziert. Die Loks waren vom Typ DH 1200 BB mit einer Spurweite von 1000 mm und einer Motorleistung von 1200 PS. Die Belüftung des Führerstands war dem heißen Klima entsprechend angepasst.
Der Großteil der Lokomotiven wurde mittlerweile ausgemustert, vier Exemplare gingen an die italienisch-thailändische Gleisbaufirma Italian Thai Co. Ltd.

### Spanien

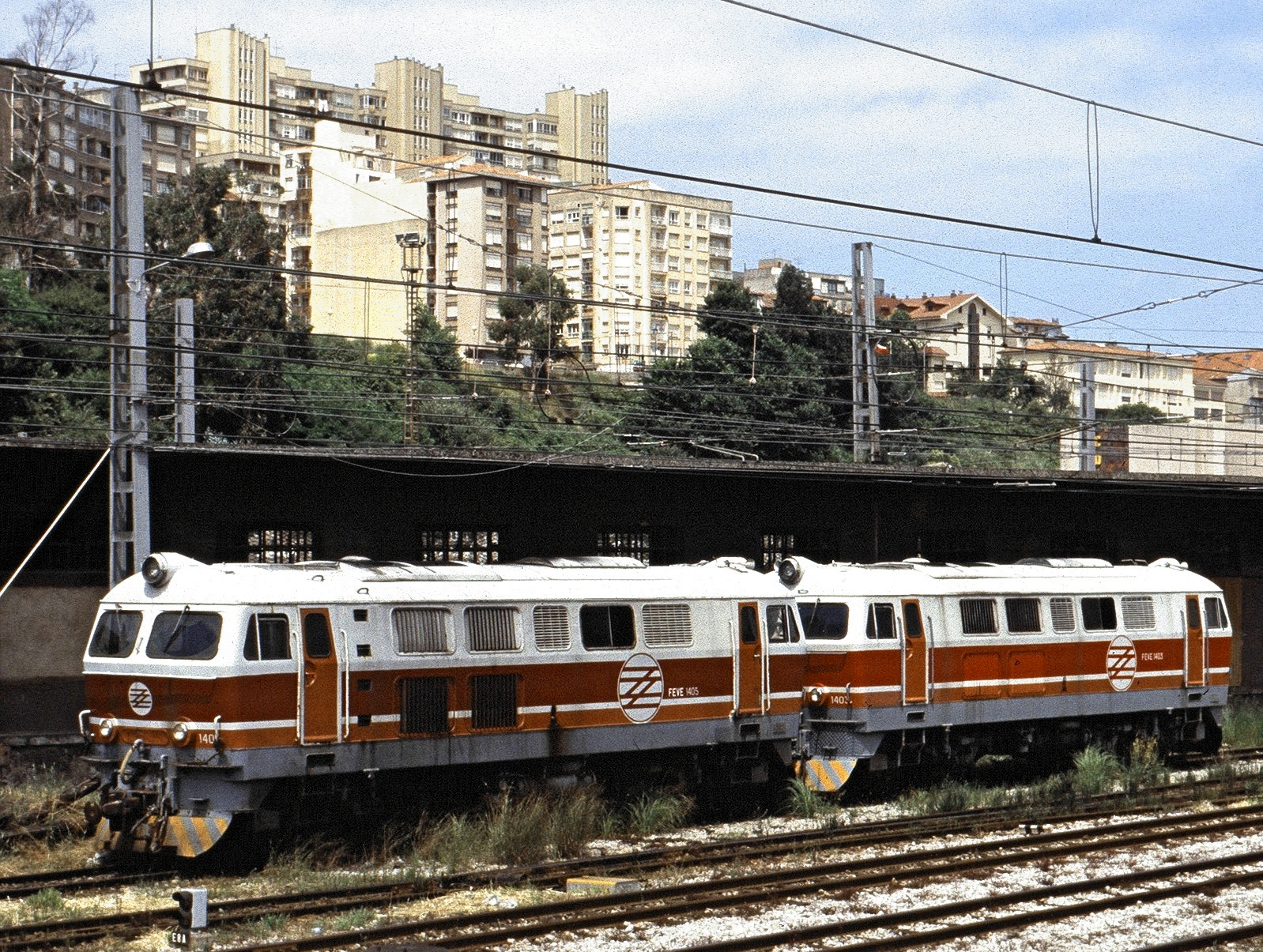
FEVE 1405 und 1403 in Santander

Die meterspurige Ferrocarril Minero de Sierra Menera in Spanien beschaffte 1964 zuerst drei und 1966 weitere zwei Lokomotiven des Typs DH 1200 BB. Wegen der langen Gefällestrecken und dem schweren Erztransport (Masse bis 1.500 Tonnen) talwärts erhielten sie das Voith-Getriebe L 630 rU2 mit hydrodynamischer Bremse mit etwa 800 PS Bremsleistung. Zur Abfuhr der großen Wärmemenge im Bremsbetrieb wurde ein zweiter Getriebeölkühler eingebaut und die Lüfterleistung der Kühleranlage auf maximal 100 PS vergrößert. Um das Reibungsgewicht zu erhöhen, wurde der Rahmen mit einigen Tonnen Ballastgewicht gefüllt.
Bereits 1973 wurden sie nach der Einstellung der Erzbahn an die staatliche Schmalspurbahngesellschaft FEVE verkauft und die Nummern wurden in 1401 bis 1405 geändert. Sie erhielten dort einen Dieselmotor der Société Alsacienne de Constructions Mécaniques (SACM) vom Typ SACM MGO V12 BZSHR, der bereits bei anderen FEVE-Lokomotiven verwendet wurde. Allerdings verursachte dieser Motor und die zugehörige Steuerung viele Probleme, weshalb Mitte der 1990er Jahre die Führerstände und die Steuerung der Lokomotiven 1401 bis 1403 modernisiert wurden.

#### Argentinien
2007 verkaufte man die Lokomotiven 1401 bis 1403 an die Linea Belgrano Sur in Argentinien.

#### Frankreich

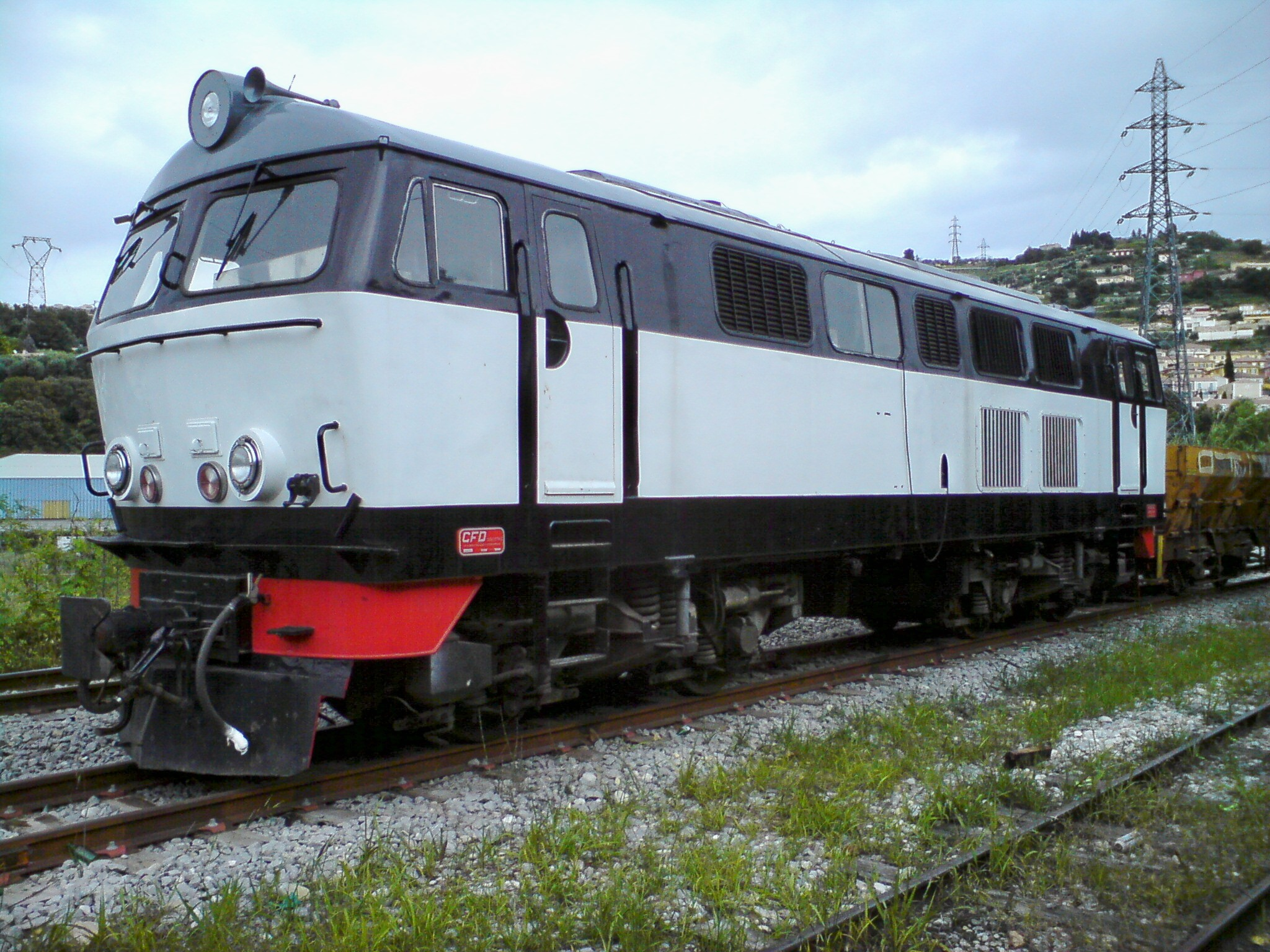
BB 1200 der CP in Nizza

Die Lokomotive mit der Fabriknummer 31003 (FEVE 1404) befindet sich seit 1992 bei der Compagnie ferroviare du Sud-France (CFSF) in Frankreich, ehemals Chemins de fer de Provence (CP). Dort wird sie fallweise für Bauzüge und die Schneeräumung auf der Strecke Nice–Digne-les-Bains eingesetzt. Wegen vieler Störungen war sie ab 2006 abgestellt und wurde erst im Mai 2011 nach einem Steuerungsumbau für anstehende Bauarbeiten wieder in Betrieb genommen.

#### Deutschland

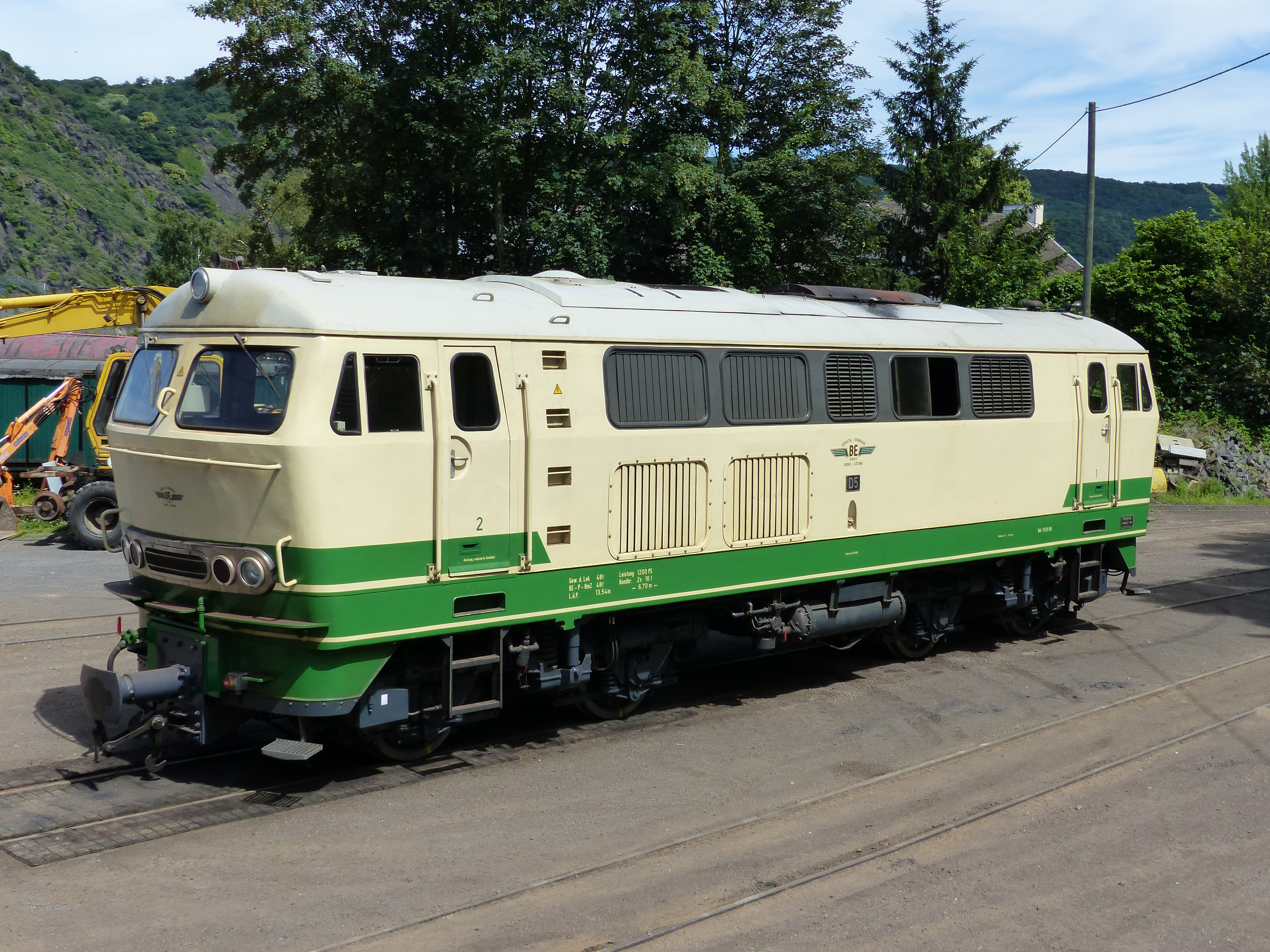
D5 der Brohltalbahn

Die ehemalige FEVE 1405 (Fabriknummer 31004) gelangte 1998 als D5 zur Brohltalbahn und wurde dort bis 2008 umfangreich aufgearbeitet. Dabei wurden der Lokkasten, die Kühlanlage und Elektrik saniert, etwa fünf Tonnen Ballastgewichte aus dem Rahmen entfernt und die Frontpartie optisch der DB-Baureihe V 160 angeglichen. Die Dienstmasse beträgt seither nur mehr 48,0 t und die Länge veränderte sich durch den Umbau auf einen Mittelpuffer mit darunter liegender Schraubenkupplung auf 13.540 mm.
Wegen laufender Schäden und Störungen des SACM-Motors wurde dieser 2014 gegen einen weitgehend baugleichen Motor dieses Herstellers ausgetauscht. Nach einem weiteren gravierenden Schaden wurde 2016 der Tausch gegen einen Motor von MTU aus der Baureihe 396 beschlossen, diese Umbauarbeiten dauerten bis 2019 an.

### Togo
1963 beschafften die Chemins de fer du Togo (CFT) ebenfalls für 1000 mm zwei Lokomotiven des Typs DH 1100 BB mit – wegen den dortigen hohen Temperaturen und Luftfeuchtigkeit – einer etwas geringeren Motorleistung von 1100 PS, der Maybach-Motor hatte hierbei keine Ladeluftkühlung. Die Lokomotiven wurden mittlerweile ausgemustert, waren aber im April 2009 noch vorhanden.

### Sudan
1964 befand sich eine Vorführlokomotive des Typs DH 1500 BB mit einer Motorleistung von 1500 PS in Konstruktion. Mit einer Spurweite von 1067 mm wurde sie 1966 an die Sudan Railways Corporation ausgeliefert.

### Bulgarien

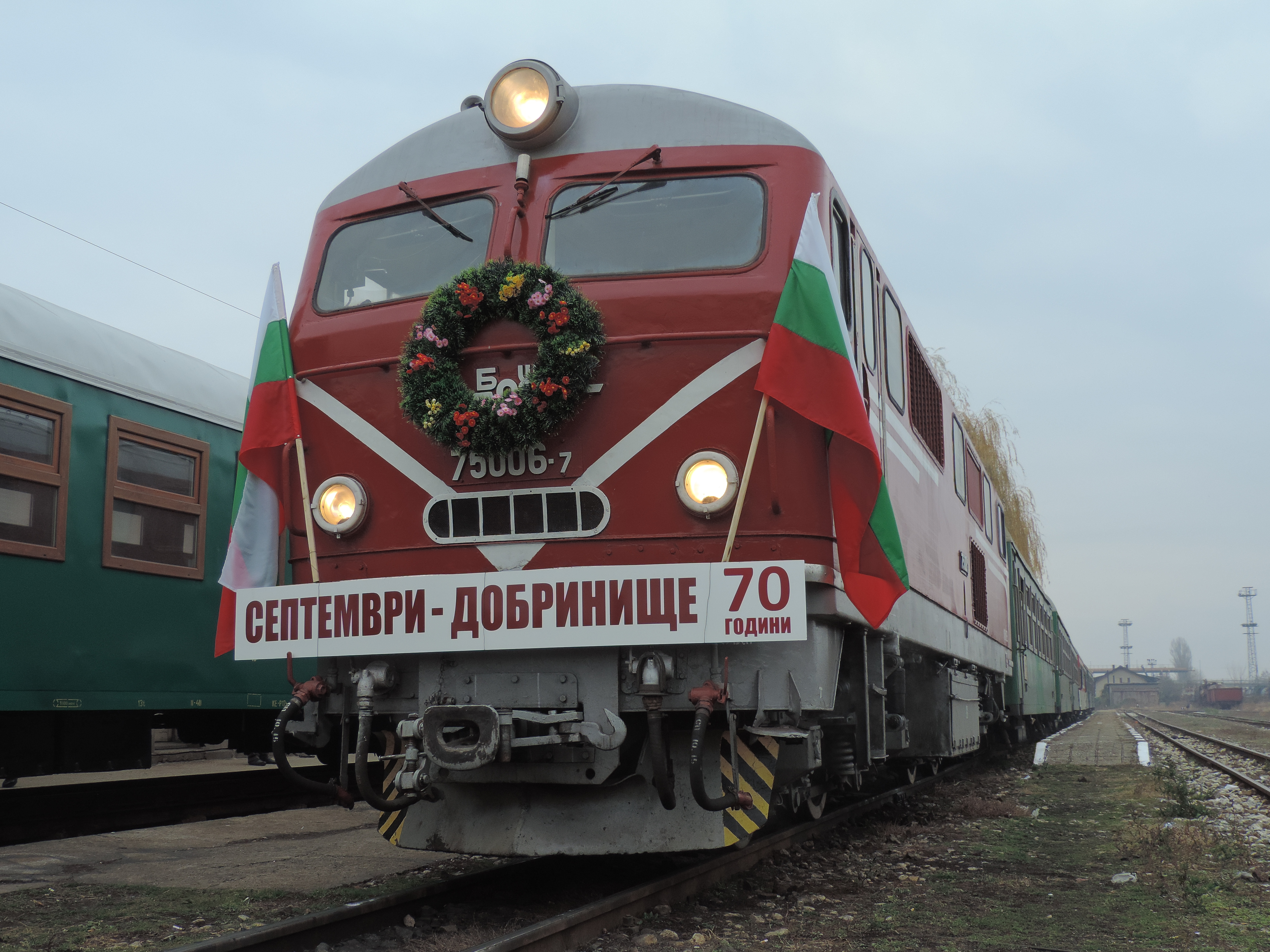
75 006 beim 70-jährigen Jubiläum der Rhodopenbahn

Anfang der 1960er Jahre befassten sich die bulgarischen Staatsbahnen BDŽ intensiv mit einem Verdieselungsprogramm, dass die Ausrüstung der Rhodopenbahn mit geeigneten Lokomotiven vorsah. Nachdem sich 1963 bei Probefahrten die ÖBB-Reihe 2095 mit 440 kW Leistung als zu schwach erwiesen hatte und Verhandlungen mit Simmering-Graz-Pauker über eine stärkere Lokomotive nicht zum Erfolg führten, wurde schließlich die Werkstype DH 1100 BB mit 1.100 PS für die Rhodopenbahn gewählt.
Insgesamt wurden von den BDŽ zehn Lokomotiven als Reihe 75 gekauft und 1965/66 ausgeliefert. Die Lokomotiven waren für den Einsatz auf der Gebirgsbahn für den Temperaturbereich von −38 °C bis +42 °C ausgelegt. Sie kamen in ihrer bald 60-jährigen Einsatzzeit ausschließlich auf der Rhodopenbahn zum Einsatz und übernahmen hier den Großteil aller Züge von den Dampflokomotiven und Triebwagen.
Sie bewährten sich außerordentlich gut auf der 125 km langen Schmalspurbahn, auf der Steigungen bis 33 ‰ und ein minimaler Kurvenradius von 60 m vorhanden sind und der höchste Bahnhof Awramowo auf 1.267 m Meereshöhe liegt. Bis dorthin müssen 1.029 Höhenmeter überwunden werden. Die Güterzüge wurden nun meistens von einer Diesellokomotive anstatt von zwei Dampflokomotiven befördert und im Personenzugdienst konnten nun bei kürzerer Fahrzeit wesentlich mehr Reisende als mit den Triebwagen befördert werden.
Deutlich abweichend von den anderen Lokomotiven dieser Type haben die Lokomotiven der BDŽ aus Profilgründen einen deutlich kleineren Lokkasten. Für die Heizung der Wagen wurde ein Dampfheizkessel mit einer Leistung von 300 kg Dampf pro Stunde eingebaut, dazu kam ein Wassertank mit 1.300 l Inhalt. Die ursprüngliche Farbgebung der Lokomotiven war dunkelrot mit silbernen Zierstreifen, später wurde bei Hauptausbesserungen ein helleres Rot verwendet.

#### Nachbauten aus Rumänien und Verbleib

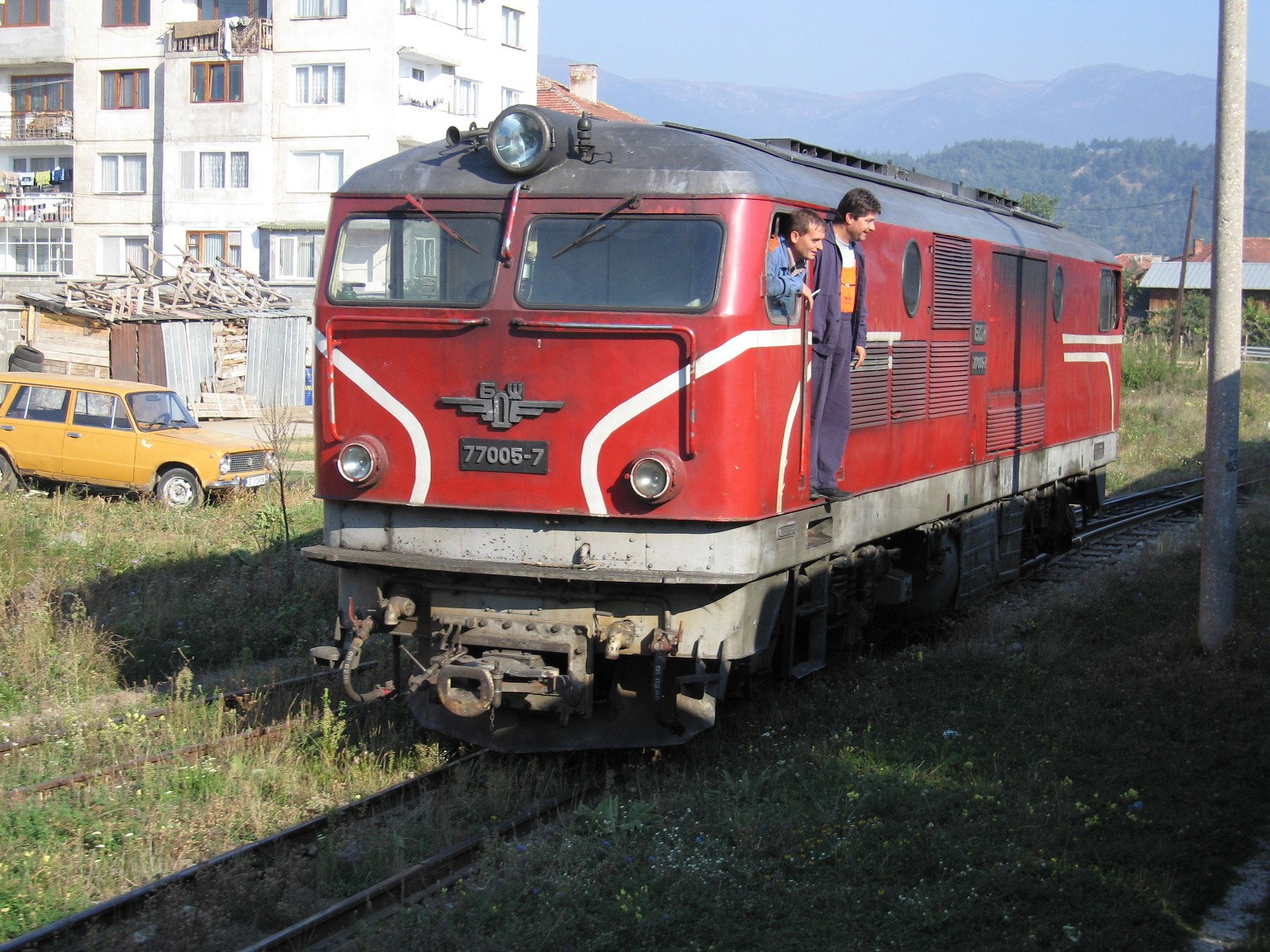
BDŽ 77 005 auf der Rhodopenbahn

1976 bis 1978 folgten in teilweiser Lizenz (Motor und Getriebe) 15 von FAUR gefertigte Lokomotiven der Reihe 76, die jedoch wegen gravierenden Problemen vor allem der Kühlanlage kaum auf der Rhodopenbahn eingesetzt wurden, sondern hauptsächlich auf der Strecke von Červen Brjag nach Orjachowo. Erst die 1988 ebenfalls bei FAUR gebaute BDŽ-Baureihe 77 gelangte als Verstärkung für den damals noch recht starken Güterverkehr auf die Rhodopenbahn, um dort den hohen Schadlokbestand der Reihe 75 auszugleichen. Diese Lokomotiven erwiesen sich aber auch als recht störanfällig, sodass der Betriebsdienst auf die trotz ihres Alters immer noch robusteren Henschel-Loks zurückgreifen musste.
Im Lauf der Jahre wurden einzelne Loks wegen Abstürzen, Bränden oder als Ersatzteilspender abgestellt und im Jahr 2000 waren noch sechs der zehn Maschinen im Betrieb. 2010 hatte sich der Bestand auf drei betriebsfähige, drei im Depot Septemwri abgestellte, zwei im selben Depot als Ersatzteilspender hinterstellte und erst zwei verschrottete Lokomotiven verändert. Die Lokomotiven sind zuverlässiger als die 20 Jahre jüngeren rumänischen Lokomotiven, so dass 2012 immer noch drei Lokomotiven der Reihe den wesentlich ausgedünnten Gesamtverkehr der Linie erledigten.
2023 waren immer noch sechs komplette Loks vorhanden, von denen eine längerfristig abgestellt ist (002), üblicherweise sich eine in Reparatur in Septemvri befindet und die restlichen vier mehr oder weniger zuverlässig im Planverkehr eingesetzt werden (004, 005, 006, 008, 009). Bis 2021 wurden sie von den noch verbliebenen beiden Lokomotiven der Reihe 77 unterstützt, anschließend wurden diese einem kompletten Neuaufbau unterzogen und kamen ab 2022 wieder zum Einsatz (77 102 ab September 2022, 77 109 ab Juli 2023).

### Nachbauten für Vietnam

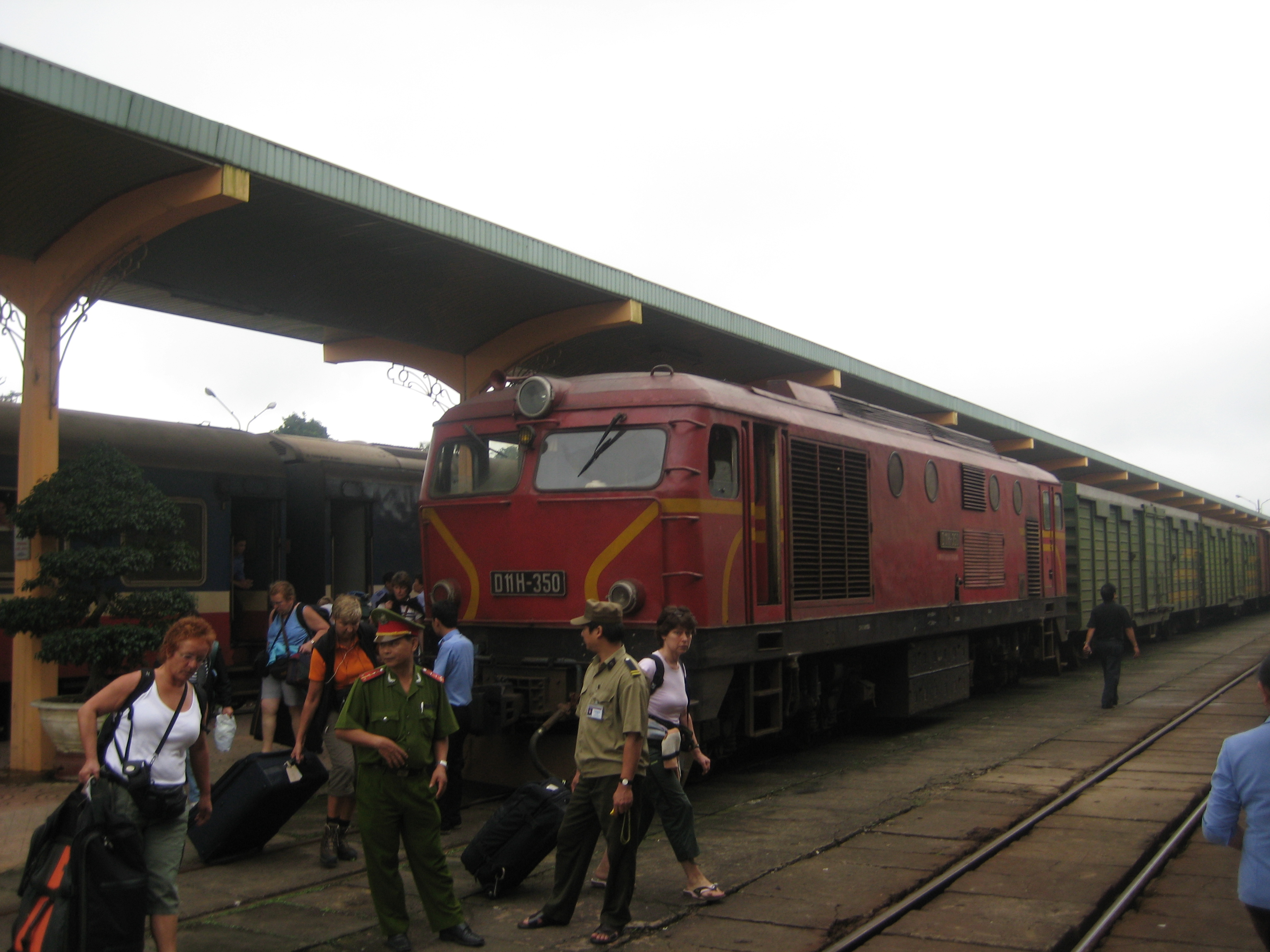
ĐVN D11H-350 in Thanh Pho

1978 bis 1980 baute FAUR für die Vietnamesische Eisenbahn (ĐVN) 58 Lokomotiven ähnlich des bereits nach Bulgarien gelieferten Werkstyps DL 110 H (BDŽ Baureihe 76). Die ebenfalls mit 1100 PS motorisierten Lokomotiven mit der Bezeichnung D11H (Werkstyp LD-110-M-VN 2) wurden an das größere Umgrenzungsprofil der Meterspurbahnen angepasst, die charakteristische Kastenform mit den Bullaugen blieb jedoch weitgehend erhalten. Wie in Bulgarien traten allerdings ebenfalls gravierende Schäden bei den Maybach-Lizenzmotoren sowie der restlichen Ausrüstung auf.